# 龚元兴
龚元兴（1952年3月—），上海人，中华人民共和国政治人物、外交官。

## 生平
1974年，毕业于复旦大学外文系，进入中华人民共和国外交部工作，先后在外交部翻译室、驻尼日尔大使馆任职。1983年，赴法国波尔多第三大学、巴黎第三大学、巴黎政治学院进修。1985年，回国在外交部翻译室历任三等秘书、二等秘书、副处长、一等秘书、处长。1994年，任外交部翻译室参赞。1996年，任驻乍得大使馆参赞。1997年，任驻马里大使馆参赞。2001年8月，出任中华人民共和国驻几内亚大使。2004年，任广西壮族自治区外事办公室副主任。2006年12月，出任中华人民共和国驻摩洛哥大使。2008年，任外交部大使。2009年11月，出任中华人民共和国驻塞内加尔大使。2012年8月，自驻塞内加尔大使离任。

## 家庭
已婚，有一女。

## 荣誉

### 外国勋章奖章
- 阿拉维王朝大军官勋章（摩洛哥，2009年5月19日颁发[5]）
- 国家雄狮指挥官勋章（英语：National Order of the Lion）（塞内加尔，2012年8月28日颁发[4]）